# Angara-1
Angara-1 – radzieckie urządzenie do badań nad syntezą termojądrową zbudowane w latach 70. XX wieku w Instytucie Energii Atomowej im. Kurczatowa. Urządzenie mogło wytworzyć plazmę o energii 1 MeV i prądzie 150–330 kA, gęstości prądu 30 MA/cm², maksymalnej mocy wiązki 250 GW, i energii zgromadzonej w wiązce na poziomie 15 kJ. W 1980 roku dobudowano do niego akcelerator o energii 5 MJ.